# ونوس بی، استرالیای جنوبی
ونوس بی (به انگلیسی: Venus Bay) یک شهرک در استرالیا است که در استرالیای جنوبی واقع شده‌است.